# Прокіп
Прокіп, Прокофій, Прокопій — ім'я від давньогрецького — успішний, той що досягає успіхів.
Прокоша, Проня — скорочені форми імені. 
Проценко, Прокопенко, Прокопець — прізвища українського походження від цього ж імені. Прокопій > Проць > Проценко.